# Espacio metacompacto
En matemáticas, en el campo de la topología general, se dice que un espacio topológico es metacompacto si todo recubrimiento abierto tiene un refinamiento abierto punto-finito. Esto es, dado cualquier recubrimiento abierto de un espacio topológico, existe un refinamiento que es de nuevo un recubrimiento abierto con la propiedad de que todo punto está contenido en una cantidad finita de conjuntos del recubrimiento refinado.
Un espacio es numerablemente metacompacto si todo recubrimiento abierto numerable tiene un refinamiento abierto punto-finito.

## Propiedades
Se puede afirmar lo siguiente sobre metacompacidad en relación con otras propiedades de espacios topológicos:
- Todo espacio paracompacto es metacompacto. Esto implica que todo espacio compacto es metacompacto, y todo espacio métrico es metacompacto. El recíproco no se cumple: un contraejemplo es la plancha de Dieudonné.
- Todo espacio metacompacto es ortocompacto.
- Todo espacio normal metacompacto es un espacio contractible.
- El producto de un espacio compacto y un espacio metacompacto es metacompacto. Esto se sigue del lema del tubo.
- Un ejemplo sencillo de un espacio no metacompacto (pero sí numerablemente metacompacto) es el plano de Moore.
- Para que un espacio de Tíjonov sea compacto es necesario y suficiente que sea metacompacto y pseudocompacto.

## Dimensión topológica
Se dice que un espacio topológico X tiene dimensión topológica n si todo recubrimiento abierto de X tiene un refinamiento abierto punto-finito tal que ningún punto de X está incluido en más de n + 1 conjuntos en el refinamiento y si n es el valor mínimo para que esto se cumpla. Si no existe ningún n con esta característica, se dice que el espacio es de dimensión topológica infinita.